# Mil Faces de um Homem Leal (Marighella)

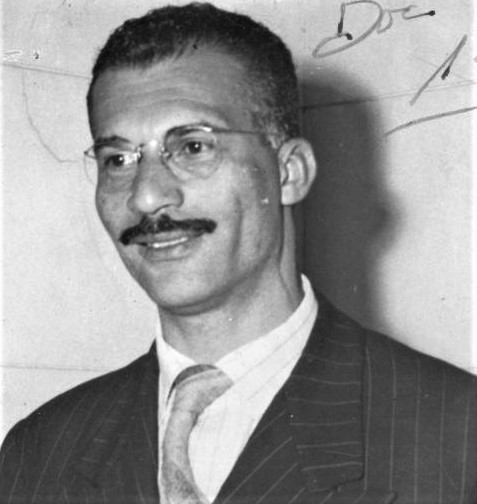
A música homenageia a atuação de Carlos Marighella contra a ditadura militar brasileira.

Mil Faces de um Homem Leal (Marighella) é uma canção de 2012 do grupo brasileiro de rap Racionais MC's que homenageia Carlos Marighella.

## Histórico
Sem lançar músicas inéditas desde o aclamado "Nada como um Dia após o Outro Dia", de 2002, os Racionais MCs foram convidados a compor a canção-tema do documentário Marighella, de Isa Grinspum Ferraz, que conta a história do guerrilheiro comunista baiano Carlos Marighella, que lutou contra a repressão durante a Ditadura Militar brasileira.
Mano Brown foi contatado pela produção do filme, mas o rapper aceitou o convite somente 18 meses após. Após assistir ao corte bruto do documentário por diversas vezes e ampliar seu envolvimento com o personagem, o rapper procurou a equipe do filme com o intuito de realizar o videoclipe de “Mil Faces de um Homem Leal”. "Uma vez falaram pra mim que eu parecia com o Marighella (...) Aí esse nome ficou: Marighella. Eu sabia que era um cara dos nossos, mas ainda não tinha me aprofundado nas ideias dele."

## Letra
A letra de Mano Brown conta a história de Marighella com devoção e respeito, mostrando às novas gerações tempos conturbados pelos quais passaram o país entre 1964 e 1985. Segundo o rapper, ele fez uma música "que combinasse com o filme, não simplesmente um rap sobre o Marighella" que combinasse "no som, no jeito de cantar, de falar". O compositor diz que sua maior inspiração foi "aproximar o Marighella da periferia, mostrar que é um cara como nós. Um cara de um valor inestimável, gigante para a história do Brasil e para a raça negra também."

## Videoclipe
Dirigido por Daniel Grinspum e gravado na Ocupação Mauá, um conjunto habitacional ocupado por famílias carentes no centro da cidade de São Paulo, o videoclipe relembra o episódio da luta armada em que a Ação Libertadora Nacional, liderada por Marighella, invadiu a Rádio Nacional em São Paulo e veiculou uma mensagem revolucionária chamando o povo à luta contra o regime militar. Intercaladas com imagens de arquivo, o clipe mostra cenas de Mano Brown, Ice Blue, KL Jay, Edi Rock e o rapper Dexter (convidado do clipe) no ano de 1969 participando da invasão da rádio.

## Prêmios
"Mil Faces de um Homem Leal (Marighella)" foi eleita pela revista Rolling Stone Brasil como a melhor música brasileira de 2012. No mesmo ano, conquistou a categoria Clipe do Ano no VMB 2012.